# Amusco
Amusco település Spanyolországban, Palencia tartományban. Amusco Villamediana, Monzón de Campos, Ribas de Campos, San Cebrián de Campos, Amayuelas de Arriba, Piña de Campos, Támara de Campos és Astudillo községekkel határos. Lakosainak száma 410 fő (2024).

## Népesség
A település népessége az elmúlt években az alábbi módon változott:
| Lakosok száma | 563  | 507  | 479  | 456  | 438  | 447  | 431  | 423  | 415  | 410  |
|               | 2001 | 2004 | 2007 | 2009 | 2012 | 2014 | 2017 | 2019 | 2022 | 2024 |